# 安季什基
50°41′6″N 33°3′16″E / 50.68500°N 33.05444°E
安蒂什基（烏克蘭語：Антішки），是烏克蘭北部的村莊，隸屬切爾尼希夫州的普里盧基區。該村始建於1939年，面積0.12平方公里，海拔高度145米，2001年人口14。